# 4 Monate, 3 Wochen und 2 Tage
4 Monate, 3 Wochen und 2 Tage (Originaltitel: 4 luni, 3 săptămâni și 2 zile) ist ein rumänisches Filmdrama von Cristian Mungiu. Es wurde am 17. Mai 2007 bei den Filmfestspielen von Cannes uraufgeführt. Angesiedelt im späten kommunistischen Rumänien unter Diktator Nicolae Ceaușescu, handelt es von der Angst und Erniedrigung, die mit dem Leben in einer Diktatur einhergehen. Als erster rumänischer Film wurde das Werk mit der Goldenen Palme ausgezeichnet und erhielt zudem den Europäischen Filmpreis und den Grand Prix de la FIPRESCI. Ebenso fand es große Zustimmung bei der Kritik, weil es mit einem nüchternen formalen Stil eine außerordentliche, fast unerträgliche Spannung entwickle. Mungiu veranstaltete in Rumänien, wo es 2008 kaum Kinos gab, eine Tournee mit einer mobilen Projektionsanlage, um das Werk dort auf die Leinwand zu bringen.

## Inhalt

### Geschichtliche Ausgangslage: Rumänien unter Ceaușescu
Der historische Hintergrund, vor dem sich die Handlung abspielt, wird im Film nicht direkt erläutert. Im kommunistischen Rumänien kam 1965 Nicolae Ceaușescu an die Macht, der sich Moskau nicht unterordnete, das Land auf einen nationalen Sonderweg führte und einen extremen Führerkult pflegte. Die Bespitzelung der Bevölkerung durch den Geheimdienst Securitate war total, die Wirtschaftslage miserabel. Im Unterschied zu anderen mitteleuropäischen Volksrepubliken, in denen sich eine freiheitliche Sexualmoral und Familienpolitik durchsetzte, griff Ceaușescus Ideologie vom nationalen Bevölkerungswachstum mit strengen Vorschriften (Dekret 770) tief ins Privatleben hinein. Verhütungsmittel wurden nicht angeboten, und auf Schwangerschaftsabbruch standen mehrere Jahre Gefängnis. Dennoch wurde er weithin von Laien im Verborgenen unter prekären Bedingungen durchgeführt, was zum Tod von etwa 10.000 Frauen geführt haben soll. Bei unerwarteten Komplikationen kam es vor, dass die Polizei der Frau den Zugang zum Krankenhaus verwehrte, solange sie die Beteiligten nicht nannte. Nach Ceaușescus Sturz 1989 war eine der ersten Gesetzesänderungen die Aufhebung des Abtreibungsverbots.

### Handlung
Die Filmfachzeitschrift Positif gab dem Leser die – in solchen Zeitschriften sonst selten ausgesprochene – Empfehlung, vor dem Kinobesuch nichts über den Film zu lesen. So könne er beim Ansehen des Films denselben Überraschungseffekt erleben wie das Festivalpublikum in Cannes.
Eine rumänische Universitätsstadt 1987. Die Studentinnen Găbița und Otilia teilen sich ein Zimmer im Studentenwohnheim, wo ein reger Schwarzhandel mit Kosmetika und Zigaretten stattfindet. Für den Abend haben sie etwas vor, über das sie nicht offen reden. Während Găbița zaudert, treibt Otilia die Vorbereitungen voran. An der Uni leiht sich Otilia noch etwas Geld von ihrem Freund Adi, der darauf besteht, dass sie am Abend zu der Geburtstagsfeier seiner Mutter mitkommt. Sie windet sich, ohne ihren mit Găbița verfolgten Plan offenzulegen, und verspricht dem beharrlichen Adi schließlich, zu kommen. Weil sich eine von Găbița vorgenommene Zimmerreservierung im von ihr vorgesehenen Hotel als gescheitert erweist, muss Otilia in einem anderen Hotel bei der Empfangsdame mühsam ein Zimmer erbetteln. Anschließend holt sie den ihr unbekannten Herrn Bebe ab, mit dem eigentlich Găbița verabredet ist. Diese ist inzwischen im Hotelzimmer eingetroffen, wo sich nun die zentrale Sequenz des Films abspielt.
Găbița ist schwanger und will trotz des strengen Verbots abtreiben. Bei der ersten Untersuchung stellt der illegale Abtreibungen vornehmende Bebe fest, dass sie nicht wie behauptet im zweiten, sondern schon im vierten Monat schwanger ist. Die Studentinnen haben weniger Geld dabei, als Bebe erwartet. In einem erpresserischen, erniedrigenden Feilschen erreicht der Mann, dass zusätzlich zur finanziellen Vergütung beide Frauen mit ihm schlafen. Als er sich im Bad aufhält, entdeckt Otilia in seinem Koffer ein Klappmesser und nimmt es an sich. Bebe sterilisiert seine mitgebrachten Utensilien und führt Găbița eine Sonde ein. Bis zur Ausstoßung des Fötus muss sie im Bett liegen bleiben, was zwei Stunden, aber auch zwei Tage dauern könne. Nachdem Bebe gegangen ist, bricht Otilia zur Geburtstagsfeier der Mutter ihres Freundes auf und lässt Găbița allein zurück. Die Rezeptionistin weist sie darauf hin, dass Bebe seinen Ausweis im Hotel vergessen hat. Bei Adis Eltern und deren Freunden findet sie keine innere Ruhe, da sie Găbița telefonisch nicht erreicht, und verlässt die Feier vorzeitig.
Als sie wieder im Hotel bei Găbița ankommt, hat diese die Ausstoßung schon hinter sich. Găbița liegt im Bett und der Fötus im Bad auf dem Boden. Die vom Anblick entsetzte Otilia packt ihn in ihre Tasche und bricht in die Nacht auf, um ihn irgendwo in einen Müllschlucker zu werfen. Zurück im Hotel, klopft sie vergeblich an die Zimmertür. Vor dem Hotel steht ein Krankenwagen, wie sich herausstellt wegen einer Schlägerei und nicht wegen Găbița, die im Hotelrestaurant sitzt. Otilia schlägt vor, über das Vorgefallene nie wieder zu reden.

## Themenkreise

### Leben in der Diktatur
Der Film thematisiert nicht Einzelheiten der Politik Ceaușescus, sondern das entstandene Klima. Statt auf eine große, aber unpersönliche Geschichtserzählung zu setzen, schildert Mungiu präzise den Alltag aus subjektiver Perspektive. Der Name Ceaușescu fällt nie, das Konterfei des Diktators ist nie zu sehen. Seine Ära sollte gemäß Mungiu den Hintergrund der Erzählung bilden, nicht aber deren Thema, um den üblichen Klischees politischer Filme auszuweichen. Es herrscht eine stickige Atmosphäre in einer verlogenen, polizeilichen, kleinbürgerlichen und burlesk machistischen Gesellschaft. Die graue, freudlose Stimmung im Land geht auch vom Verhalten der Menschen aus. In der Öffentlichkeit fühlt man sich beobachtet und bemüht sich, kein Aufsehen zu erregen – kein Lachen, kein Scherzen, keine auffällige Kleidung. Weil Missbräuche nicht geahndet werden können, gehören sie zum Leben. Die Erzählung veranschaulicht, wie sehr der Einzelne den totalitären Strukturen ausgeliefert ist. Das System beruhte nicht allein auf der Geheimpolizei, sondern auch auf jenen Bürgern, denen es ein Stück Autorität über andere überließ. Der Alltag und die zwischenmenschlichen Verhältnisse sind fast vollständig von Abhängigkeiten, Korruption und Erpressung geprägt, und jene, die ein Stückchen Macht besitzen, kosten es aus, um die anderen zu erniedrigen. Das führt beispielsweise dazu, dass Otilia der Rezeptionistin als Autoritätsperson ihr Kommen und Gehen zu melden und ihre persönlichen Angelegenheiten zu erklären hat.
Mungiu selbst sieht eine Mehrzahl möglicher Interpretationen seines Films – Systemmetapher, Überlebensgeschichte, existenzielles Gleichnis – keine sei falsch. Für ihn sind die persönlichen Entscheidungen wesentlich. Die meisten Menschen sehen nicht über den Tag hinaus und bedenken nicht die Folgen ihres Handelns. Das treffe noch heute auf viele Rumänen zu. Weil der Staat das Kindergebären verordnet hatte, fassten die Rumänen die Abtreibung nicht als persönlichen, moralischen Entscheid auf und waren lediglich besorgt, nicht erwischt zu werden. „Das Schlimmste, was das Regime in uns bewirkt hat, war die Beeinflussung unseres Denkens dahin, dass wir bei Entscheidungen die moralische Dimension nicht erwägen. Das ist eine unterschwellige, schädliche Vereinnahmung. Ich brauchte Jahre, um mir bewusst zu werden, dass der Kampf gegen den Kommunismus nicht nur ein Kampf um die Freiheit selbst war, sondern auch um frei denken zu lernen.“
Dass eine Deutung des Films in parteilichen Begriffen der Abtreibungsfrage falsch wäre, befanden mehrere Rezensenten des Films. Die Beweggründe, die zahlreiche Rumäninnen zum Schwangerschaftsabbruch führten, lagen in der prekären Wirtschaftslage und Lebensmittelversorgung, hatten mithin nichts mit persönlicher Entscheidungsfreiheit zu tun. Mungiu zählt sich selbst zu jenen „Dekretkindern“, die ohne die repressiven Gesetze nicht auf die Welt gekommen wären. Er wollte sein Werk nicht als Anti-Abtreibungsfilm verstanden wissen und betonte, dass er sich der Stellungnahme enthalte. Sein Film sei vielmehr eine Hommage an jene Frauen, die trotz der Repression den Mut hatten, eine Schwangerschaft abzubrechen; viele fassten es als Akt des Widerstandes gegen das Regime auf.

### Eine Frauenfreundschaft und herablassende Männer
Obwohl es Găbița ist, die schwanger ist, nimmt Otilia die Sache an die Hand – in ihr stecken Antrieb und Schwung, sie ist es, die Angst erträgt und Mut hat, Risiken eingeht, für Găbița denkt und redet, „an die Front geht wie ein kleiner Soldat, während der andere in Deckung bleibt.“ Găbița ist unselbständig, weltfremd, unzuverlässig, verantwortungslos und anspruchsvoll. Sie neigt zu bequemen Lügen und ist ansonsten nicht im Stande, außerhalb der vom Regime vorgegebenen Muster zu agieren. Ein Kritiker stellte fest, dass sie genau wisse, wie sie von Otilia Mitleid erheischen kann, ein anderer fand sie sehr unsympathisch und von seltener Niedertracht. Der Filmtitel trägt eine zu denkende Fortschreibung in sich, die 1 Stunde lauten müsste. Als Otilia zur Geburtstagsfeier aufbricht, verspricht sie Găbița, in einer Stunde zurück zu sein. In dieser Stunde ist Găbița in Einsamkeit einer existenziellen Erfahrung ausgesetzt, bei der sie sterben könnte. Dass sie sich zuletzt selbstständig ins Restaurant begibt, wirft die Frage auf, inwieweit sie sich entwickelt hat. Nach Mungiu hat sie nach dem Durchgemachten Energie und Appetit bekommen.
In „eine[r] der unausgewogensten Freundschaften der Filmgeschichte“ erbringt Otilia einen Dienst, der sie beinahe zur Erschöpfung führt. Für die Cahiers du cinéma zeugte Otilias Wagemut von einer festen Freundschaft, deren Găbița nicht würdig sei. In der letzten Einstellung steckt sie ihre Nase in die Speisekarte, und „Otilia dreht sich zu uns, die wir ihre einzigen Freunde sind und die einzigen, die Zeugen ihres Leidenswegs gewesen.“ Andere meinen, das Thema des Films sei der emotionale Zwang zur Fürsorge gegenüber leidenden Mitmenschen, und in der Beziehung zwischen Otilia und Găbița sei nur eine lückenhafte, brüchige Umsorgung der Anderen möglich. Otilias heldenhaftes Verhalten lasse wundern, was für ein tiefes Band zwischen den beiden Frauen bestehen muss. Möglicherweise sei die Freundschaft gar nicht entscheidend, und Otilia handle im Sinne allgemeiner Solidarität. „Ohne abstrakte Argumente oder hochtrabende Beweggründe zu äußern, widersetzt sich Otilia instinktiv dem wirksamsten und unscheinbarsten Mittel totalitärer Regime: Der Ansteckung und Korrumpierung inniger menschlicher Beziehungen.“ Ihre Hilfe sei schlicht ein Akt der Solidarität.
Durchgängig schlecht weg kommen im Film die Männer. Bebe zeigt schon gegenüber seiner Mutter, die er auf dem Weg vom Treffen mit Otilia zur im Hotel wartenden Găbița kurz aufsucht, ein bevormundendes Auftreten. Er scheint es zu genießen, Macht über Frauen auszuüben. In rüdem Tonfall macht er sich im Hotel über die beiden jungen Frauen lächerlich und droht ihnen. Solange Bebe anwesend ist, machen die zwei Frauen einen unsicheren und eingeschüchterten Eindruck, sprechen ihn stets mit „Herr“ an, während er sich mit „Fräulein“ oder „Mädchen“ an sie richtet. Selbst die sonst couragierte Otilia hat ihm nichts entgegenzusetzen. Ihr Freund Adi geht bei einem Gespräch während der Geburtstagsfeier seiner Mutter in keiner Weise auf Otilias Bedürfnisse ein, er wehrt sie teilweise mit einer Ausdrucksweise ab, wie man sie von Bebe erwarten würde. Als sie sich Adi in der Hoffnung auf Verständnis und Beistand anvertraut, lässt er sich zu nicht mehr bewegen als einem Versprechen, sie im Falle einer Schwangerschaft gesellschaftskonform zu heiraten. Hier „kommt im Disput der beiden das Rollenverständnis einer Gesellschaft zum Vorschein, in der Verhütung und Schwangerschaft allein auf den Schultern der Frauen lasten.“ Gemäß Uricaru waren die Männer aufgrund der ländlichen, orthodoxen Tradition des Landes unwillig, die Bürde der Familienplanung auf sich zu nehmen, zumal die Frauen die Folgen (aus)tragen müssen. Die staatliche Familienpolitik geriet dadurch zu einem weiteren Herrschaftsmittel, das die Männer zuhause ausübten und dabei ungewollt zu Unterstützern des Regimes wurden.

## Naturalistische Inszenierung von Spannung

### Dramaturgie
Die Hauptdarstellerin Anamaria Marinca erklärte, dass die von ihr gespielte Figur Otilia ihre Gefühle, insbesondere ihre Angst, verstecken muss, wie man es damals tat, um nicht aufzufallen. Der film-dienst beobachtete, dass „Marincas Darbietung eher durch ein dezentes Unterspielen gekennzeichnet [ist], bei dem lediglich Körperspannung und verbale Entschiedenheit die innere Stärke ihrer Figur zum Ausdruck bringen.“
Der Film scheint mehr zu umfassen als das im Bild Sichtbare. Auf der erzählerischen Ebene nehmen Personen und Ereignisse, die Mungiu nicht zeigt, Einfluss auf das Geschehen. Etwa jene Frau, die Herrn Bebe vermittelt hat, bereits getroffene Entscheidungen, wie die Găbițas zur Abtreibung, oder die Umstände, unter denen sie überhaupt schwanger geworden ist. Des Missbrauchs der jeweils anderen durch Bebe werden die beiden Frauen ebenso wenig Zeuge wie das Publikum. Es ist hier die Furcht der im Bild befindlichen Protagonistin, die die Vorstellung des Ereignisses weckt, ebenso bei der Szene mit dem Abendessen. Während einige Kritiker 4 Monate, 3 Wochen und 2 Tage glattweg als Thriller bezeichneten, waren andere vorsichtiger. Das Werk hätte eine Spannung, wie man sie üblicherweise mit Thrillern in Verbindung bringt, die Spannung eines Thrillers, oder baue eine gewaltige innere Spannung auf, ohne Rückgriff auf die Kniffe des Thrillergenres zu nehmen. Eine wichtige Rolle spielen Bebes Messer, das Otilia einsteckt, und sein bei der Rezeptionistin vergessener Pass. Teils deutete man diese Objekte als spannungserzeugende falsche Fährten, teils ihr Verschwinden für den Rest der Erzählung als eine Ellipse, weil sie nach dem als offen zu verstehenden Filmende wieder auftauchen und die beiden Frauen in Gefahr bringen könnten. Die Rezensenten sprachen von einer „immer enger, auswegloser, klaustrophobischer werdenden Atmosphäre“ der Unterdrückung und Angst, die mit Händen zu greifen sei, oder einer Bedrohung, die den Zuschauer heimtückisch beschleiche und beklemme. Und dazu brauche Mungiu „keine Parteikader oder Geheimdienstler aufzufahren.“ Er entwickelt eine überraschende Handlung, ohne spektakuläre Wendungen beizufügen. Im ersten Filmdrittel verfolgt er eine Erzählstrategie, die wichtige Angaben vorenthält, doch die Spannung fällt auch dann nicht zurück, als klar wird, dass es um eine Abtreibung geht.

### Nüchterner Stil
Mungiu verwendet keine Symbole und Metaphern, bis auf das kleine Aquarium mit zwei Zierfischen, das in der ersten Einstellung zu sehen ist und die unerbittliche Falle versinnbildlicht, in der die Frauen stecken. Den Stil des Werkes bezeichnete epd Film als einen fast dokumentarischen Naturalismus, „so karg und spröde“ wie das Land damals war. Der Regisseur erklärte seinem Kameramann Oleg Mutu, der im damals sowjetischen Moldawien aufgewachsen war und das Ceaușescu-Rumänien nicht aus eigener Anschauung kannte, wie der gewünschte Eindruck hervorzurufen sei. Die beiden erlegten sich strenge formale Regeln auf. Mungius erklärte Absicht war, einen harten, nüchternen Film zu drehen, alles auszuschließen, das gestellt oder konventionell erscheinen könnte, eigene Stellungnahmen mittels formaler Konstruktionen, die sich zwischen die Gefühle der Szene und das Publikum schieben, möglichst zu meiden und dem Publikum nicht zu diktieren, was es fühlen soll. Ehrlich wollte er bleiben, denn er glaubte, dass die Zuschauer ihrerseits ehrlicher reagieren, als wenn er ihnen ständig seinen eigenen Standpunkt aufgedrängt hätte. Gemäß Filmbesprechungen verzichtet er neben der emotionalen Steuerung des Publikums auch auf moralische Bewertungen, „da es auch ihm primär nicht um Erklärungen oder irgendeine „Aufarbeitung“ der Vergangenheit geht, sondern um eine unmittelbare Teilhabe, der man sich nicht so schnell entziehen kann.“ Jede Didaktik wäre der Botschaft des Films zuwidergelaufen. Konsequenterweise sah Mungiu, bis auf den Abspann, davon ab, Musik einzusetzen – „keine Violinen“.

### Kamera
Um in angemessener Entfernung zur Handlung zu bleiben, gibt es keine Großaufnahmen. Durch diese Distanz zum Geschehen vermittelt die Kamera die Anwesenheit staatlicher Überwachung. Die Szenenbildnerin verbannte lebhafte Farben aus der Szenerie. Man verwendete so wenig Kunstlicht wie möglich, und in Innenräumen sollten die Lichtquellen immer im Bild sichtbar sein. Die Szenerie ist tagsüber „in ein bleiernes Licht getaucht, das jede Lebensregung zu verschlucken scheint.“ Als Otilia durch die Nacht irrt – die Städte waren unbeleuchtet – herrscht „stockfinstere rumänische Nacht, keine ‚amerikanische‘, wo milder Blauschleier auf den Schatten liegt“. Mungiu und Mutu setzten das Geschehen in langen, ungeschnittenen Plansequenzen um, weil diese natürlicher wirkten, und um aufdringliche Schnitte, die immer ein interpretierender Eingriff seien, zu minimieren. Nur bei Schauplatzwechseln kommen kürzere Einstellungen vor, ansonsten sind die Szenen von einer einzigen Einstellung geprägt. Deshalb stellte Mungiu bei der Rollenvergabe die Bedingung, dass die Schauspieler bis zu zehn Seiten Text auswendig lernen müssten. Den durchgängigen Einsatz einer Handkamera begründete er wiederum mit der natürlicheren Wirkung, sein Kameramann sollte sie aber möglichst ruhig halten, damit sie die Aufmerksamkeit nicht auf sich zieht. Mutu musste feste Kadrierungen verwenden und durfte den Personen nicht nachschwenken, wenn sie das Bild verlassen. Die oft außerhalb des Bildes positionierten Figuren vermitteln den Eindruck, nur einen engen Ausschnitt des Geschehens zu sehen, und ein Gefühl des Eingesperrtseins. Verstärkt wird es durch Kamerastellungen rechtwinklig zur hinteren Wand, die den Raum verflachen. Trotz der statischen Kadrierung bewegt sich der Bildausschnitt ein wenig um sich selbst, kein Zittern, aber ein Schwanken. Damit steht das Bild im Spannungsfeld zwischen Expression und Repression, zwischen dem Drang nach Bewegung und dessen Unterdrückung. Das leichte Zittern unterstreicht die Subjektivität, macht das aus den Fugen geratene Leben zum heiklen Balanceakt, desorientiert und verweigert eine gesicherte, externe Position, von der aus jemand das Geschehen kommentieren könnte. Der Film übernimmt Otilias subjektive Perspektive, indem ihr die Kamera überall hin folgt. Das Publikum wird gezwungen, die unerträglichen Momente mitzuerleben, die Otilia durchmacht. Wie Dramaturgie und Kamera die Hauptfigur und den Zuschauer gefangen nehmen, zeigt sich besonders bei der siebeneinhalbminütigen Einstellung mit der jovialen Abendgesellschaft, die den Geburtstag von Adis Mutter feiert. Aus den Gesprächen geht hervor, wie der Staat über Ausbildung und Arbeitsort der jungen Leute bestimmt. Die Kamera bleibt frontal und ungemütlich auf die zu Tisch Sitzenden fixiert und steigert das Gefühl, keine Wahlmöglichkeiten zu haben. Mungiu gewährt keine erleichternden Auslassungen, und schon gar keine Umschnitte zu Găbița, über deren bangen Zustand er Otilia und das Publikum im Ungewissen lässt. Ein Kritiker vermerkte, der Regisseur entschärfe die in dieser Szene tickende Zeitbombe des Manierismus rechtzeitig.
Nachdem der Film so lange seine Essenz im nicht Gezeigten gehabt hat, schockiert die Einstellung mit dem auf dem Badezimmerboden liegenden, ausgebildeten Fötus umso mehr. Nach Meinung von Wilson (2008) hat sie visuelle Ähnlichkeit mit Material, mit dem in westlichen Ländern Abtreibungsgegner Entsetzen hervorrufen möchten. Mungiu hielt diese Einstellung für unvermeidbar, weil der Fötus ein sehr wesentlicher Teil dessen ist, was Otilia an diesem Tag durchmacht – sie muss ihn in ihrer Handtasche tragen – und um ihre Angst beim Gang durch die Nacht verständlicher zu machen. Außerdem wäre es sonderbar und unehrlich gewesen, ihn nicht zu zeigen.

## Entstehung

### Stoffentwicklung nach authentischen Berichten
Es handelt sich um den zweiten Spielfilm von Cristian Mungiu, der bei der Entstehung 39 Jahre alt war. Seine ursprüngliche Idee waren ein paar Kurzfilme, die in leichtem Erzählton subjektiv von den späten kommunistischen Jahren berichten. Als er die Texte einigen jüngeren Leuten zu lesen gab, fanden sie den Stoff sehr amüsant: Das Leben müsse damals lustig gewesen sein. Das war nicht die Reaktion, die Mungiu beabsichtigt hatte, und er fühlte sich verantwortlich, eine andere zu bewirken. Er hielt es für seine Pflicht als Filmemacher, an das damalige System zu erinnern, da es heute in Rumänien gelegentlich verharmlost oder gar schöngeredet werde. Also nahm er einen neuen Anlauf. Er ließ sich von mehreren Personen eigene Erlebnisse mit Schwangerschaftsabbrüchen erzählen und stellte fest, dass sich die Erfahrungen ähnelten. Zur wichtigsten Grundlage wurden die Schilderungen einer Frau, die Mungiu derart aufwühlten und in Wut versetzten, dass er das Potential zu einem Film erkannte. Mungiu fiktionalisierte die biografischen Aspekte und fügte etwas Umfeld hinzu. Eine erste Fassung des Drehbuchs war im Juli 2006 fertig.

### Niedriges Budget und herausfordernde Dreharbeit

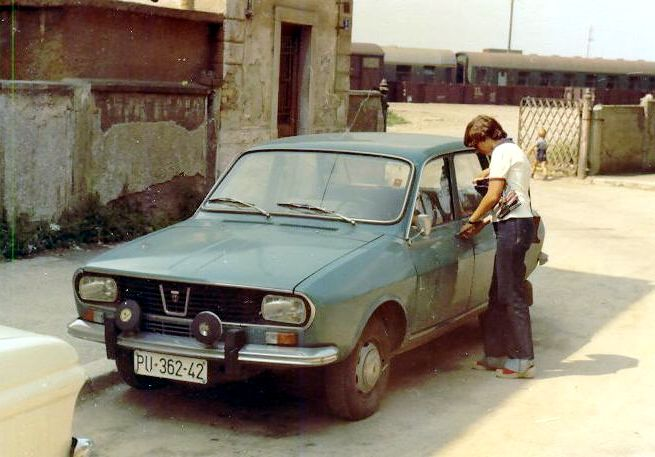
Die im Land hergestellten Dacias beherrschten das Straßenbild im späten kommunistischen Rumänien. Die Filmfigur Herr Bebe fährt ein solches Fahrzeug.

Zusammen mit Oleg Mutu hatte Mungiu 2003 eine eigene Produktionsfirma aufgebaut. Mit Kosten von 750.000 Euro überzogen sie bei 4 Monate, 3 Wochen und 2 Tage das Budget von 600.000 Euro deutlich. Der Film wurde fast vollständig mit rumänischen Geldern finanziert, davon bestand etwa die Hälfte aus der Siegerprämie, die Mungiu im Dezember 2006 in der Drehbuchausschreibung des nationalen Zentrums für Kinematografie erhielt. Trotz des kontroversen Stoffs passierte das Projekt rasch die Förderinstanzen. Gemäß Mungiu würden die Drehbücher dort nicht gelesen, und man vertraute auf seinen Ruf als früherer Cannes-Teilnehmer.
„Viele Zuschauer nehmen an, die Darsteller seien Laien, denen ich zu improvisieren erlaubt habe. Sie sind erfahrene Schauspieler, und es gibt im Film kein Wort, das nicht im Drehbuch steht.“ Schon bei der Niederschrift des Szenarios beabsichtigte Mungiu, für die Rolle des Herrn Bebe Vlad Ivanov einzusetzen, mit dem er bei einigen Werbefilmen zusammengearbeitet hatte. Von Auftragsfilmen her kannte er auch Laura Vasiliu, die er ebenso wie Anamaria Marinca für ihre Rolle eigentlich zu alt fand, aber er hielt beide von allen antretenden Schauspielerinnen am überzeugendsten. Die Besetzung der Hauptrolle war eine Woche vor Beginn der Aufnahmen noch offen, denn vor Ort war Mungiu nicht fündig geworden. Anamaria Marinca stand zuletzt auf der Liste, weil sie sich in London niedergelassen hatte, und bereits der Flug fürs Vorsprechen belastete das Budget spürbar.
Geeignete, nach fast zwanzig Jahren nicht zu stark veränderte Drehorte fand man weniger im Zentrum als an der Peripherie Bukarests, das den Handlungsort, eine kleinere Stadt, abgibt; für Aufnahmen außerhalb der Hauptstadt fehlte das Geld. Die Dreharbeiten begannen im Januar 2007 und dauerten 32 Tage, das Team drehte chronologisch und auf 35-mm-Film. Die Kamera zu bedienen war physisch sehr anstrengend, und bei Otilias nächtlichem Gang lief ihr die ganze Equipe auf über 100 Metern mit den Aufzeichnungsgeräten hinterher. Bei der Szene mit dem Abendessen wurde Mungiu bewusst, dass das Bild ungewollt ans Letzte Abendmahl Christi erinnert, so dass er es abänderte. Diese Szene war von allen die mühsamste, denn mehrere Schauspieler waren über 7 Minuten lang zu koordinieren. Es gelang, das Werk rechtzeitig für Cannes fertigzustellen.

## Rezeption

### Die Goldene Palme und das rumänische Kino
Die Weltpremiere fand am 17. Mai 2007 bei den 60. Filmfestspielen von Cannes statt, wo das Werk ungeachtet hervorragender Mitbewerber den anwesenden Kritikern vom ersten Tag an als Favorit für die Goldene Palme galt, die ihm auch zugesprochen wurde. Damit verlieh die Jury zum ersten Mal in der Geschichte der Festspiele den Hauptpreis an einen rumänischen Film. Mungiu bedankte sich erfreut: „Es scheint so, dass man endlich keine großen Budgets mehr braucht und keine großen Stars für eine Geschichte, der alle Welt Gehör schenkt.“ Der Film erhielt auch den FIPRESCI-Preis der internationalen Filmpresse. Beim 20. Europäischen Filmpreis gewann Mungius Regiearbeit die Preise für „Film“ und „Regie“, zudem war das Werk in den Kategorien „Drehbuch“ und „Beste Darstellerin“ nominiert. Trotz dieser Erfolge wurde der Film überraschend nicht als Bester fremdsprachiger Film bei der Oscarverleihung 2008 nominiert.
Das Kino Rumäniens war in der kommunistischen Ära völlig dem System unterworfen und künstlerisch bedeutungslos, im Unterschied etwa zur Tschechoslowakei oder Jugoslawien erfuhr es in den 1960er und 70er Jahren keine Erneuerungsbewegung. Nach der Wende setzte zunächst ein quantitativer Niedergang ein – im Jahr 2000 produzierte das Land keinen einzigen Film. Ein Teil der internationalen Presse behauptete, im rumänischen Kino bilde sich seit Anfang des Jahrzehnts eine neue „Welle“ oder „Schule“, und 4 Monate, 3 Wochen und 2 Tage sei deren stärkste Erscheinung. Als weitere markante Beispiele wurden vor allem Der Tod des Herrn Lazarescu (2005, mit Oleg Mutu an der Kamera) und 12:08 östlich von Bukarest (2006) genannt. Kennzeichnend für diese Filme sei nebst kärglichen Herstellungsbedingungen die ironische Sicht auf rumänische Realität und Vergangenheit. Mungiu sah das verbindende Element lediglich darin, dass einige als Autor-Regisseur-Produzent agierende Rumänen ähnlichen Alters im selben Moment Anerkennung erhielten. Es gebe kein gemeinsames ästhetisches Manifest, jeder von ihnen habe eine unterschiedliche Einstellung zum Kino. Sie seien aber alle herausgefordert durch ehemalige Vertreter des alten Regimes und eine junge Generation, die die Geschichte nicht kennt.
Die Aufführung von 4 Monate, 3 Wochen und 2 Tage in Rumänien traf auf schwierige infrastrukturelle Bedingungen: es gab im ganzen Land lediglich 37 Filmtheater, meist von US-Produktionen beansprucht, und in der Regel schaute man sich Filme zu Hause an. Mungiu organisierte eine 30 Tage dauernde Tournee, um den Film mittels einer mobilen Projektionsanlage aus Deutschland in 15 größeren Städten zu zeigen, die keinen Kinobetrieb hatten. Als Vorführstätten dienten Kulturhäuser und aufgegebene ehemalige Kinos, wobei leicht Staub und Dreck auf die Kopie gelangten. Diese Vorführungen erreichten rund 18.000 Zuschauer.
In Deutschland lief der Film am 22. November 2007 an und erreichte 30.000 Kinobesucher. Weltweit spielte er in den Kinos 10 Millionen US-Dollar ein, davon fast ein Drittel in Frankreich.
2016 belegte 4 Monate, 3 Wochen und 2 Tage bei einer Umfrage der BBC zu den 100 bedeutendsten Filmen des 21. Jahrhunderts den 15. Platz.

### Bewertungen in der deutschsprachigen Presse
Die deutschsprachigen Kritiken fielen fast ausnahmslos positiv, teils sogar begeistert aus. Vielfach hieß es, die „kluge Jury“ habe dem Werk die Goldene Palme völlig zu Recht verliehen, allein schon für die Verhandlungsszene habe es den Preis verdient. Es gebe wieder einen großen rumänischen Regisseur, dem ein „großer Film“ gelungen sei. Auf die Leistungen der Darsteller gingen die Kritiken kaum ein; die Stuttgarter Zeitung fand Marinca großartig, für die Neue Zürcher Zeitung spielte sie „beeindruckend“, Vasiliu „großartig“ und Ivanov „hervorragend“.
Der „unbehagliche, aber auch immens spannende Film“ gehe an die Nerven. Der Regisseur halte den Druck konsequent aufrecht und die Spannung scheine das Bild zu zerreißen. Dicht, spannend, beklemmend sei er, intensiv und nachwirkend. „Schwer erträglich, aber unvergesslich“ fand ihn die Zeit, „bis an die Schmerzgrenze unaufgehübscht“, denn die Gefangenschaft werde nicht nur behauptet und bebildert, sondern spürbar gemacht. Die Berliner Zeitung merkte an, den Anblick des Fötus hätte man dem Publikum vielleicht ersparen können.
Besondere Aufmerksamkeit brachten die Rezensenten Mungius Erzählstil entgegen. Der Film bleibe im Gedächtnis haften, meinte die taz: „Es ist ein Film, den man nicht mehr los wird, weil seine Bilder sich in unser Gedächtnis senken. Gerade in seiner Sachlichkeit und Nüchternheit entwickelt er eine emotionale Wucht, die den Zuschauer weder überwältigt noch überrollt, sondern nur gebannt auf die Leinwand starren lässt.“ Die Zeit erkannte ein höchst vollendetes „Anti-Kino“, eine puristische „Reise zurück an den Nullpunkt der Filmkunst und des Kommerzes.“ Und: „Die Reizarmut, die filmische Askese entwickeln einen Sog, der immer tiefer in die Tragödie der jungen Frauen hineinführt.“ Der scheinbar ungekünstelte Film sei, so die NZZ, „das ausgeklügelte Produkt eines hoch bewusst arbeitenden Filmemachers.“ Der film-dienst sprach die Anwendung reduzierter filmischer Mittel vom „Verdacht plumpen Stilwillens“ frei. Wie nahe Banales und Verzweiflung für den Einzelnen beieinander lägen, erzähle der Film „mit adäquaten Mitteln“, ohne dabei das Kino neu zu erfinden.
„Schon lange hat sich kein Filmregisseur mehr derart gekonnt der Intensität eines ästhetisch ausgefeilten Dokumentarismus bedient,“ erklärte die Frankfurter Rundschau, und die F.A.Z. stellte fest: „Er filmt, wie ein Tacitus erzählt, mit der Klarsicht und der Nüchternheit des Hasses, ruhig, mit unbarmherziger Geduld.“ Gemäß epd Film schildere Mungiu präzise Land und Zeit. „Doch wie jeder herausragende Film geht er weit über solch konkreten Bezug hinaus, mit Themen von geradezu existenzieller Wucht: Hilflosigkeit, Angst und Verantwortung, Leben und Tod, Freundschaft und Verrat. Aus solchem Stoff einen auf den ersten Blick unscheinbar kleinen Film zu machen, das ist große Kunst.“ Die Berliner Zeitung bedauerte, dass deutsche Produktionen die DDR-Geschichte „auf Groschenheftniveau“ behandelten, und sah in 4 Monate das Vorbild: „Die geistige Unabhängigkeit ist das Herausragende an diesem Film, am jungen rumänischen Kino überhaupt – sie ist die Bedingung für Genauigkeit, im Ästhetischen wie Historischen.“ Andere Kritiker urteilten, der Film zeige das Leben im Kommunismus ohne jede verklärende Nostalgie und reiche „über sein Thema, seinen Ort und seine Zeit weit hinaus.“
Eine der wenigen Stimmen, die den Film ablehnten, war die Cinema. Man könne trotz Goldener Palme auf das Drama verzichten. Die kunstlose Ästhetik solle das Dokumentarische betonen, meinte sie, „doch das blutleere Spiel und Szenen, die den Handlungsfluss unmotiviert stoppen, lösen nicht Mitgefühl, sondern Verdruss aus.“

### Gespräche
- Mit Cristian Mungiu in epd Film Nr. 11/2007: Interview
- Mit Cristian Mungiu in Die Welt, 29. Mai 2007, S. 26: „Wir sind unterschätzt worden“

### Kritiken
Positiv
- Berliner Zeitung, 21. November 2007, S. 23, von Anke Westphal: Erinnerung an eine kalte Heimat
- epd Film Nr. 11/2007, S. 38, von Silvia Hallensleben: 4 Monate, 3 Wochen und 2 Tage
- film-dienst Nr. 24/2007, S. 20–21, von Hans Jörg Marsilius: 4 Monate, 3 Wochen und 2 Tage
- Frankfurter Allgemeine Zeitung, 22. November 2007, S. 35, von Andreas Kilb: Die wahre Geschichte der rumänischen Finsternis
- Frankfurter Rundschau, 22. November 2007, S. 37, von Michael Kohler: Eine Frauensache
- Neue Zürcher Zeitung, 15. November 2007, S. 49, von Christoph Egger: Das Gefühl latenter Bedrohung
- Der Spiegel, 19. November 2007, S. 174, nicht gezeichnete Kurzkritik: 4 Monate, 3 Wochen und 2 Tage
- Süddeutsche Zeitung, 22. November 2007, S. 12, von Susan Vahabzadeh: Tot sind alle sowieso
- Stuttgarter Zeitung, 22. November 2007, S. 33, von Rupert Koppold: Blick zurück im Zorn
- Der Tagesspiegel, 20. November 2007, von Jan Schulz-Ojala: Geschichte wird gedacht
- taz, 22. November 2007, S. 17, von Anke Leweke: Ohne Gebrauchsanweisung
- Die Welt, 21. November 2007, S. 27, von Hanns-Georg Rodek: Filmwunder aus Rumänien
- Die Zeit, Nr. 48, 22. November 2007, S. 58, von Iris Radisch: Eine Reise zurück an den Nullpunkt

Eher negativ
- Cinema Nr. 11/2007: 4 Monate, 3 Wochen und 2 Tage

### Weitere Publikationen
- L’Avant-Scène Cinéma, Juni 2007 (französisch). 4 Monate bildet den Schwerpunkt der Ausgabe, mit Beiträgen mehrerer Autoren zum Werk, über die jüngere Geschichte des Landes, das rumänische Kino, Abtreibung im Film, Gesprächen mit Cristian Mungiu und Anamaria Marinca sowie der vollständigen Abschrift des Films.